# Старосандовское озеро
Староса́ндовское о́зеро — небольшое озеро в Сандовском районе Тверской области, в окрестностях села Старое Сандово, примерно в километре к северо-востоку от автодороги Хабоцкое — Молоково — Сандово и в километре к западу от железнодорожной станции Дынино.
Старосандовское озеро — популярное место отдыха сандовчан, место купания и рыбной ловли. Однако в последние годы предприятие Арм-Росс развернуло у озера и в его окрестностях добычу гравия, щебня, песка.
Летом 2011 года сандовская журналистка Александра Лисицина отметила значительное падение уровня воды в Старосандовском озере вследствие активного забора воды для промывки щебня добывающим предприятием Арм-Росс.